# Østrigs håndboldlandshold (damer)
Østrigs håndboldlandshold er det østrigske landshold i håndbold for kvinder. De er reguleret af Österreichischer Handball Bund og deltager i internationale konkurrencer.

## Statistik

### OL
- 1984: 6.-plads
- 1988: Ikke kvalificeret
- 1992: 5.-plads
- 1996: Ikke kvalificeret
- 2000: 5.-plads
- 2004: Blev ikke kvalificeret
- 2008: Ikke kvalificeret
- 2012: Ikke kvalificeret
- 2016: Ikke kvalificeret
- 2020: Afventer

### VM
- 1957: 6.-plads
- 1986: 12.-plads
- 1990: 5.-plads
- 1993: 8.-plads
- 1995: 8.-plads
- 1997: 11.-plads
- 1999:  Bronze
- 2001: 7.-plads
- 2003: 11.-plads
- 2005: 13.-plads
- 2007: 16.-plads
- 2009: 10.-plads
- 2011: Ikke kvalificeret
- 2013: Ikke kvalificeret
- 2015: Ikke kvalificeret
- 2017: Ikke kvalificeret
- 2019: Ikke kvalificeret
- 2021: 16.-plads
- 2023: 19.-plads

### EM
- 1994: 9.-plads
- 1996:  Bronze
- 1998: 4.-plads
- 2000: 12.-plads
- 2002: 9.-plads
- 2004: 10.-plads
- 2006: 10.-plads
- 2008: 11.-plads
- 2010: Ikke kvalificeret
- 2012: Ikke kvalificeret
- 2014: Ikke kvalificeret
- 2016: Ikke kvalificeret
- 2018: Ikke kvalificeret
- 2020: Ikke kvalificeret
- 2022: Afventer

## Nuværende trup
Den nuværende spillertrup til VM i kvindehåndbold 2023 i Danmark/Norge/Sverige.
Cheftræner: Herbert Müller
| Nr. | Navn              | Position     | Kampe | Mål | Klub                   |
| --- | ----------------- | ------------ | ----- | --- | ---------------------- |
| 1   | Lena Ivančok      | Målvogter    | 33    | 2   | Neckarsulmer SU        |
| 3   | Katarina Pandza   | Venstre back | 27    | 94  | RK Podravka Koprivnica |
| 5   | Sonja Frey        | Playmaker    | 109   | 537 | Thüringer HC           |
| 6   | Mirela Dedic      | Venstre fløj | 78    | 132 | Hypo Niederösterreich  |
| 9   | Patricia Kovács   | Playmaker    | 74    | 278 | Hypo Niederösterreich  |
| 15  | Claudia Wess      | Højre back   | 77    | 64  | Hypo Niederösterreich  |
| 16  | Petra Blazek      | Målvogter    | 221   | 3   | Hypo Niederösterreich  |
| 18  | Kristina Dramac   | Højre back   | 24    | 20  | RK Lokomotiva Zagreb   |
| 19  | Lilli Gschwentner | Højre fløj   | 4     | 0   | WAT Atzgersdorf        |
| 22  | Stefanie Kaiser   | Stregspiller | 90    | 131 | HSG Blomberg-Lippe     |
| 29  | Ines Ivančok      | Venstre back | 57    | 173 | Mosonmagyaróvári KC SE |
| 44  | Nora Leitner      | Stregspiller | 18    | 21  | Hypo Niederösterreich  |
| 54  | Santina Sabatnig  | Venstre fløj | 14    | 6   | HC Rödertal            |
| 57  | Josefine Huber    | Stregspiller | 52    | 132 | Thüringer HC           |
| 64  | Ana Pandza        | Stregspiller | 15    | 10  | RK Podravka Koprivnica |
| 57  | Johanna Reichert  | Venstre back | 31    | 74  | Thüringer HC           |

## Kendte spillere
- Tatjana Logwin
- Gabriela Rotis Nagy
- Stephanie Subke
- Ausra Fridrikas
- Jasna Kolar-Merdan
- Stanka Bozovic
- Iris Morhammer
- Laura Fritz
- Natascha Rusnachenko
- Monika Königshofer
- Stephanie Ofenböck

## Rekorder
| Rangering | Navn                | Kampe |
| --------- | ------------------- | ----- |
| 1         | Barbara Strass      | 272   |
| 2         | Natasha Rusnachenko | 255   |
| 3         | Iris Morhammer      | 237   |
| 4         | Karin Prokop        | 229   |
| 5         | Stanka Bozovic      | 220   |
| 6         | Stephanie Subke     | 200   |
| 7         | Jandranka Jez       | 189   |
| 8         | Susi Unger          | 174   |
| 9         | Sylvia Steinbauer   | 166   |
| 10        | Jasna Kolar-Merdan  | 163   |

| Rangering | Navn                       | Mål  |
| --------- | -------------------------- | ---- |
| 1         | Jasna Kolar-Merdan         | 1206 |
| 2         | Ausra Fridrikas            | 1059 |
| 3         | Stanka Bozovic             | 910  |
| 4         | Tanja Logvin               | 820  |
| 5         | Stephanie Subke            | 700  |
| 6         | Iris Morhammer             | 663  |
| 7         | Katrin Engel               | 603  |
| 8         | Barbara Strass             | 570  |
| 9         | Sorina Teodorovic          | 501  |
| 10        | Milena Gschiessl-Foltýnová | 476  |